# Diabelski Kamień z Kontrewersu
Diabelski kamień – rzeźba odkryta w 1988 roku w miejscowości Kontrewers koło Mniowa. Uznawana przez archeologów za jeden z najciekawszych polskich zabytków archeologicznych. Wyobrażone są na nim dwie niezidentyfikowane postacie z rogami, męska (podpierająca się pod bok i trzymająca zgiętą rękę w górze) oraz żeńska, które w ludowych przekazach uznawano za diabły.
Z racji rogów i wyglądających na taneczne, póz, podobne są do greckiego boga Pana, okrągła forma w ręce postaci może być wieńcem jodłowym, znanym atrybutem Pana, który nakładał na, lub zakrywał rogi.
Pierwsze polskie interpretacje naukowe kamień wiązały z późnośredniowiecznymi lub wczesnonowożytnymi wyobrażeniami związanymi z wierzeniami pogańskich Słowian. Najnowsza teoria wiąże znalezisko z neolitycznym kultem rolniczym. Według niej ryty przedstawiać mają bóstwa odpowiadające za siewy i plony.
Głośne znalezisko odwiedzali europejscy zwolennicy Dänikena, którzy dopatrzyli się w rytach wyobrażeń kosmitów.
Początkowo kamień zasypano i przez ponad dziesięć lat przeleżał w ziemi. Ponownie do znaleziska powrócił dr Gerard Gierliński z Państwowego Instytutu Geologicznego w Warszawie, który na nowo zinterpretował ryty. Jego zdaniem są one bardzo podobne do wyobrażenia Kokopelli – kaczyna płodności północnoamerykańskich Indian Hopi.
Po odkopaniu głazu okazało się, że był umieszczony na postumencie i ułożony dokładnie na osi wschód–zachód. Rysunki umieszczone były po zachodniej stronie.
Pierwotnie był pod szklaną piramidą przed Urzędem Gminy w Mniowie. Obecnie kamień znajduje się w Państwowym Instytucie Geologicznym w Kielcach.
W 2023 roku, nakładem Fundacji Wczoraj dla Jutra, ukazała się książka Diabły na kamieniu autorstwa Waldemara Glińskiego, archeologa, który zajął się badaniem kamienia.